# John Lambert (general)
John Lambert, född 1619 i Yorkshire, död som fånge på ön Saint Nicholas i Plymouth Sound i mars 1683, var en engelsk krigare.
Lambert slöt sig vid inbördeskrigets utbrott 1642 till parlamentets parti, omtalas 1643 som rytteriöverste och blev 1646 i den nyorganiserade parlamentshären befälhavare för ett fotregemente. Under arméns konflikt med parlamentet 1647 intog Lambert. en framskjuten ställning som officerarnas förtroendeman och var Henry Ireton behjälplig vid uppsättandet av arméns politiska programskrift Heads of Proposals.
Han stred 1648 mot skottarna och hade betydande andel i Cromwells seger över dem vid Preston (17–19 augusti samma år) samt var sedan som generalmajor Cromwells närmaste man under skotska fälttåget 1650–51. Under de närmast följande årens politiska strider stod Lambert troget på Cromwells sida och var själen i det officersråd, som i december 1653 proklamerade Cromwell till protektor under den nya författningen (Instrument of Government).
Han satt i protektorns statsråd och utsågs 1655 till styresman ("major-general") över de fem nordliga grevskapen, men bröt 1657 med Cromwell i samband med det av Lambert med framgång bekämpade förslaget att tillerkänna denne kunglig värdighet och nedlade sina ämbeten. Efter Cromwells död uppträdde Lambert 1659 som arméns politiske ledare vid "långa parlamentets" återkallande, blev medlem av statsrådet och utestängde (oktober) parlamentet från Westminster samt inträdde i den välfärdskommitté, som övertog styrelsen.
Då George Monk med sin här anryckte från Skottland till parlamentets hjälp, vågade Lambert ej upptaga strid; hans armé upplöstes på nyåret 1660, och själv insattes han i Towern (i mars samma år). Därifrån flydde han (den 10 april) och sökte förgäves kring sig samla de trupper, som förblivit republiken trogna. Efter restaurationen internerades han 1661 på Guernsey, dömdes 1662 som högförrädare till döden och hölls till sin död fången, först på Guernsey och sedan 1667 på ön Saint Nicholas.